# Donaldsonville
Donaldsonville (Frans: Lafourche-des-Chitimachas; Spaans: Lafourche de los Chetimaches) is een plaats (city) in de Amerikaanse staat Louisiana. Het stadje ligt aan de westoever van de Mississippi en is de parish seat van Ascension Parish.

## Geschiedenis
Het stadje werd in 1758 door Franse en Spaanse kolonisten als Lafourche-des-Chitimachas (Frans) of Lafourche de los Chetimaches (Spaans). gesticht. In 1772 werd, onder Spaans gezag, de Iglesia de la Ascension de Nostro Senor Jesu Cristo da Lafourche de los Chetimaches (Kerk van de Hemelvaart van Onze Heer Jezus Christus van Lafourche de los Chetimaches) gebouwd. Later werd het stadje Frans en in 1803, bij de Louisiana Purchase, Amerikaans.
Donaldsonville is vernoemd naar landeigenaar William Donaldson. In 1806 huurde hij architect Barthélemy Lafon in om een nieuw stadsplan te ontwerpen. Het stadje diende kort als hoofdstad van Louisiana (1830-1831), omdat New Orleans te lawaaiig zou zijn. Donaldsonville was een stopplaats voor de rivierboten op de Mississippi van en naar New Orleans.
Tijdens de Amerikaanse Burgeroorlog vonden hier twee slagen plaats: de Eerste slag bij Donaldsonville en de Tweede slag bij Donaldsonville.

## Demografie
Bij de volkstelling in 2000 werd het aantal inwoners vastgesteld op 7605. In 2006 is het aantal inwoners door het United States Census Bureau geschat op 7733, een stijging van 128 (1,7%).

## Geografie
Volgens het United States Census Bureau beslaat de plaats een oppervlakte van
6,6 km², geheel bestaande uit land. Donaldsonville ligt op ongeveer 8 meter boven zeeniveau.

## Plaatsen in de nabije omgeving
De onderstaande figuur toont nabijgelegen plaatsen in een straal van 20 km rond Donaldsonville.